# Lv2 kara Cheat datta Moto Yūsha Kōho no Mattari Isekai Life
Lv2 kara Cheat datta Moto Yūsha Kōho no Mattari Isekai Life (Nhật: Lv2からチートだった元勇者候補のまったり異世界ライフ Hepburn: Lv2 kara Chīto datta Moto Yūsha Kōho no Mattari Isekai Raifu, dịch: Sống an nhàn ở dị giới tôi trở nên bá đạo ở Lv2) là một bộ light novel của Nhật Bản được sáng tác bởi Miya Kinojo và vẽ minh họa bởi Katagiri. Bộ truyện đã được đăng trực tuyến từ năm 2016 đến năm 2019 trên trang web Shōsetsuka ni Narō. Nó đã được Overlap mua lại và xuất bản tập light novel đầu tiên vào tháng 12 năm 2016 dưới ấn hiệu Overlap Novels. Phiên bản chuyển thể manga do Akine Itomachi vẽ minh họa đã được đăng trực tuyến trên trang web Comic Gardo của Overlap vào tháng 1 năm 2019. Phiên bản chuyển thể anime đã được sản xuất bởi J.C.Staff đã phát sóng từ tháng 4 đến tháng 6 năm 2024.

## Nội dung
Banaza xuất hiện ở Vương quốc Klyrode với tư cách là một ứng cử viên anh hùng, nhưng do không đủ kỹ năng nên anh bị trục xuất đến một khu rừng nguy hiểm. Sau khi giết một con slime, Banaza thăng cấp độ và có chỉ số vô hạn, khiến anh trở thành người mạnh nhất; sử dụng các kỹ năng mới của mình, anh cải trang thành Flio, tránh xa cuộc xung đột giữa con người và loài quỷ. Tuy nhiên, số phận đã có cách kỳ lạ để lôi kéo anh vào.

## Nhân vật

### Nhân vật chính
Banaza / Flio
Lồng tiếng bởi: Satoshi Hino
Người anh hùng của câu chuyện. Sau khi anh giết một con slime, anh vô tình nhận được sức mạnh vô hạn, mang lại cho anh nhiều khả năng mạnh mẽ. Mặc dù anh chỉ muốn sống với thân phận của một thương gia như ở thế giới cũ, nhưng số phận đã khiến anh vẫn phải chiến đấu. Dù vậy, anh không hề muốn tham gia vào các cuộc xung đột. Anh có một người vợ là Rys, một nữ người sói mạnh mẽ.
Fenrys / Rys
Lồng tiếng bởi: Rie Kugimiya
Một người sói và là vợ của Flio. Ban đầu cô kết hôn với Flio vì truyền thống của bộ tộc cô là phục tùng kẻ mạnh sau khi anh đánh bại cô trong lần chạm trán đầu tiên, nhưng rồi cô lại đem lòng yêu anh thật lòng và yêu cuộc sống giản dị của họ. Rys rất coi trọng lãnh thổ của chồng mình, nhưng cô cũng chào đón những người khác. Cô không thích Flio bị làm phiền khi tham gia vào cuộc xung đột giữa con người và loài quỷ, vì anh có ý không muốn tham gia.
Balirossa
Lồng tiếng bởi: Aya Yamane
Hiệp sĩ của Vương quốc Klyrode, cô tìm cách đạt được danh hiệu cao quý để khôi phục lại uy tín đã mất của gia đình. Mặc dù hơi thiếu hiểu biết (vì nghĩ rằng loài gấu tôn trọng tinh thần hiệp sĩ), Balirossa là một chiến binh có năng lực. Cô có tình cảm với Gholl.
Gholl / Ghozal
Lồng tiếng bởi: Tomoaki Maeno
Cựu Chúa Quỷ và là bạn của Flio và Rys. Ban đầu, ông muốn giành lấy sức mạnh của Flio cho quân đội của mình, nhưng sau đó lại thích sự đồng hành của anh. Ghozal cũng say mê Balirossa. Ông không thích những xung đột không cần thiết, đó là lý do tại sao Đội quân Bóng tối đã ở cùng chung sống hòa bình với loài người trong nhiều năm.
Blossom
Lồng tiếng bởi: Mari Hino
Một nữ kiếm sĩ rất thích đánh nhau. Trước đây cô từng là một nông dân cho đến khi được tuyển vào quân đội. Sau khi kết bạn với Flio, Blossom dành phần lớn thời gian quay lại làm nông, trồng trọt để Flio đem bán. Cô cũng giữ danh hiệu "Kiếm sĩ diệt Rồng", nhờ việc Flio tăng sức mạnh cho cú ném của cô để chặt đầu một con rồng.
Psybe
Lồng tiếng bởi: Yuka Iguchi
Con gấu của gia đình Flio; thường ở hình dạng một con thỏ có sừng nhỏ. Nó thường giúp Blossom về công việc đồng áng và là bạn thân của cô.
Belano
Lồng tiếng bởi: Nene Hieda
Một pháp sư chuyên về phép thuật phòng thủ; với hy vọng trở thành pháp sư cho triều đình như cha và anh trai mình. Tuy nhiên, cô có năng lượng phép thuật thấp và thường buồn nôn chỉ sau một lần niệm chú. Cuối cùng, cô quyết định trở thành một giáo viên tại một học viện phép thuật; được hưởng nhiều quyền lợi và cho phép cô truyền đạt những quan sát của mình về phép thuật của Flio.
Byleri
Lồng tiếng bởi: Yuuki Hirose
Một cung thủ, mặc dù không phải là nghề nghiệp do chính mình lựa chọn; trước đây cô chăm sóc ngựa tại lâu đài cho đến khi bị buộc phải ra tiền tuyến. Thấy kỹ năng cưỡi ngựa của mình có lợi hơn, Byleri bắt đầu giúp cày ruộng với Blossom và giao hàng từ cửa hàng của Flio.
Uliminas
Lồng tiếng bởi: Yukari Tamura
Một người mèo đến từ địa ngục phụ trách mạng lưới gián điệp của Ghozal tên là "Silent Ear". Mặc dù sốc khi Flio đã làm dịu Rys và thậm chí kết bạn với chủ nhân của cô, Uliminas đã miễn cưỡng chấp nhận kết quả. Cô cũng yêu Ghozal, vì vậy cô hơi ghen tị với Balirossa.
Hiya
Lồng tiếng bởi: Yui Horie
Một jinn cổ đại có sức mạnh to lớn. Cô cố gắng thực hiện mong muốn của Blonde Hero là giết Flio, nhưng thay vào đó lại làm Rys bị thương; khiến cô phải chịu một trận đòn khủng khiếp. Sau khi được Flio tha mạng, cô đã thề trung thành với anh như một người hầu. Hiya không có giới tính thực sự, nhưng có thể chuyển đổi thành một trong hai giới tính. Thông thường cô có vẻ bề ngoài là một người phụ nữ.
Công chúa/Nữ hoàng Elizabeth xứ Klyrode
Lồng tiếng bởi: Ayako Kawasumi
Người đứng đầu hiện tại của Klyrode. Không giống với người cha thô lỗ của mình, cô tốt bụng và chu đáo với mọi người trong vương quốc, mặc dù họ có thể mắc sai lầm. Sau khi cha cô rơi vào tình trạng hôn mê, cô đã lên ngôi và buộc cha cô phải thoái vị sau khi ông bình phục. Sau khi cô giải quyết vấn đề với Hiya và Damalynas, cô giao cho Flio thực hiện các nhiệm vụ bí mật để ngăn chặn leo thang xung đột con người và loài quỷ leo ở biên giới của họ, vì cô hiểu rất rõ rằng Flio không muốn đánh nhau.

### Nhân vật phụ
Tsuya
Lồng tiếng bởi: Mikako Takahashi
Một nữ nô lệ, người hầu trung thành của Blonde Hero. Mặc dù anh bất tài và hèn nhát, cô vẫn ở bên anh vì cô tin rằng anh là người anh hùng sẽ giải cứu thế giới.
Damalynas
Lồng tiếng bởi: Shizuka Itō
Một pháp sư cổ đại trong quân đội của Chúa Quỷ, người đã bị phong ấn vào cùng một nơi giam giữ Hiya. Damalynas đã biến Blonde Hero thành một con quái vật bạo chúa nhằm tiêu diệt tất cả những ai ngáng đường, và chiếm lấy cơ thể của Tsuya làm của riêng mình, nhưng cuối cùng Hiya đã đánh bại cô và hấp thụ linh hồn của cô, nhốt cô bên trong chiều không gian của riêng cô.
Yuigarde
Lồng tiếng bởi: Taiten Kusunoki
Em trai của Gholl, người còn tàn bạo hơn cả anh trai và sau này trở thành Chúa Quỷ mới. Thật không may, ông tỏ ra rằng mình rất tệ trong việc quản lý lãnh thổ của mình; Infernal Four cảm thấy thất vọng về ông.
Phufun
Lồng tiếng bởi: Satomi Arai
Một succubus làm việc cho Yuigarde. Cô cố gắng dẫn dắt anh đi đúng hướng, nhưng cô thích bị anh làm cho bị thương khi anh nổi giận.
Greanyl
Một trong những người hầu của Chúa Quỷ.
Fengaryl
Anh trai của Rys, người đã vô tình bị giết bởi phép thuật của Flio. Rys không cố gắng trả thù anh vì cô cho rằng cái chết của anh là do lỗi của chính anh. Anh không được nhìn thấy, chỉ được nhắc đến.
Infernal Four
Một nhóm quái vật hiện đang làm việc cho Yuigarde.

### Nhân vật phản diện
Blonde Hero
Lồng tiếng bởi: Taishi Murata
Một kẻ hèn nhát kiêu ngạo, kẻ đã lợi dụng địa vị anh hùng của mình để sống xa hoa. Không giống như Flio, địa vị của hắn sẽ không tăng lên bất kể hắn lên cấp bao nhiêu, chủ yếu là vì hắn không phải là anh hùng thực sự. Mặc dù Nhà vua vẫn ủng hộ hắn, nhưng con gái của hắn thì không. Sau khi bị buộc phải chạy trốn vì sự bất tài của mình (do Elizabeth lên ngôi và buộc cha cô phải thoái vị), Blonde Hero vô tình phá hỏng mọi âm mưu của Nhà vua và Chúa Quỷ hiện tại; vô tình hoàn thành vai trò của mình. Tuy nhiên, hắn vẫn thề rằng một ngày nào đó hắn sẽ lại được coi là một anh hùng và trả thù Flio. Hắn giữ bí mật tên thật của mình.
Vua của Klyrode/Vua Bóng Tối
Lồng tiếng bởi: Tomoyuki Shimura
Trước đây từng là người cai trị của Vương quốc Klyrode. Ông liên tục bắt cóc "ứng cử viên anh hùng" từ các thế giới khác để được cử đi làm quân lính chiến đấu với lũ quỷ. Mặc dù Blonde Hero vô dụng đến thế nào, ông vẫn chọn ủng hộ hắn bất kể điều gì xảy ra. Sau khi bị hôn mê khi tạo ra lá chắn xung quanh vương quốc, con gái ông đã lên ngôi, khiến ông mất quyền lực. Tỉnh dậy, ông ta đã đánh cắp tiền và hợp tác với cặp song sinh kitsune để lừa tiền từ cả hai phe.

## Truyền thông

### Light novel
Được viết bởi Miya Kinojo, Lv2 kara Cheat datta Moto Yūsha Kōho no Mattari Isekai Life bắt đầu được đăng tải dưới dạng tiểu thuyết web trên trang web Shōsetsuka ni Narō từ năm 2016 đến năm 2019, khi Kinojo ngừng đăng tải lên trang web. Sau đó, Overlap đã mua lại và phát hành dưới ấn hiệu light novel Overlap Novels, được vẽ minh họa bởi Katagiri, vào ngày 25 tháng 12 năm 2016. Đã có mười chín tập được xuất bản tính đến ngày 25 tháng 2 năm 2025. Bộ light novel đã được đăng ký xuất bản ở khu vực Bắc Mỹ bởi J-Novel Club.
| #  | Ngày phát hành            | ISBN              |
| -- | ------------------------- | ----------------- |
| 1  | Ngày 25 tháng 12 năm 2016 | 978-4-86554-180-9 |
| 2  | Ngày 25 tháng 4 năm 2017  | 978-4-86554-208-0 |
| 3  | Ngày 25 tháng 8 năm 2017  | 978-4-86554-248-6 |
| 4  | Ngày 25 tháng 1 năm 2018  | 978-4-86554-295-0 |
| 5  | Ngày 25 tháng 5 năm 2018  | 978-4-86554-353-7 |
| 6  | Ngày 25 tháng 9 năm 2018  | 978-4-86554-397-1 |
| 7  | Ngày 25 tháng 1 năm 2019  | 978-4-86554-442-8 |
| 8  | Ngày 25 tháng 7 năm 2019  | 978-4-86554-526-5 |
| 9  | Ngày 25 tháng 1 năm 2020  | 978-4-86554-603-3 |
| 10 | Ngày 25 tháng 7 năm 2020  | 978-4-86554-704-7 |
| 11 | Ngày 25 tháng 1 năm 2021  | 978-4-86554-828-0 |
| 12 | Ngày 25 tháng 7 năm 2021  | 978-4-86554-960-7 |
| 13 | Ngày 25 tháng 1 năm 2022  | 978-4-82400-089-7 |
| 14 | Ngày 25 tháng 7 năm 2022  | 978-4-82400-244-0 |
| 15 | Ngày 25 tháng 1 năm 2023  | 978-4-82400-392-8 |
| 16 | Ngày 25 tháng 10 năm 2023 | 978-4-82400-635-6 |
| 17 | Ngày 25 tháng 3 năm 2024  | 978-4-82400-768-1 |
| 18 | Ngày 25 tháng 7 năm 2024  | 978-4-82400-890-9 |
| 19 | Ngày 25 tháng 2 năm 2025  | 978-4-82401-089-6 |

### Manga
Phiên bản chuyển thể manga do Akine Itomachi vẽ minh họa đã được đăng trực tuyến trên trang web Comic Gardo của Overlap vào tháng 1 năm 2019. Đến ngày 25 tháng 2 năm 2025, bộ manga này đã được tổng hợp thành mười hai tập tankōbon. Phiên bản này cũng đã được đăng ký xuất bản ở khu vực Bắc Mỹ bởi Seven Seas Entertainment.
| #  | Ngày phát hành            | ISBN              |
| -- | ------------------------- | ----------------- |
| 1  | Ngày 25 tháng 7 năm 2019  | 978-4-86554-527-2 |
| 2  | Ngày 25 tháng 1 năm 2020  | 978-4-86554-605-7 |
| 3  | Ngày 25 tháng 7 năm 2020  | 978-4-86554-707-8 |
| 4  | Ngày 25 tháng 1 năm 2021  | 978-4-86554-834-1 |
| 5  | Ngày 25 tháng 7 năm 2021  | 978-4-86554-967-6 |
| 6  | Ngày 25 tháng 1 năm 2022  | 978-4-82400-098-9 |
| 7  | Ngày 25 tháng 7 năm 2022  | 978-4-82400-252-5 |
| 8  | Ngày 25 tháng 1 năm 2023  | 978-4-82400-402-4 |
| 9  | Ngày 25 tháng 10 năm 2023 | 978-4-82400-643-1 |
| 10 | Ngày 25 tháng 3 năm 2024  | 978-4-82400-780-3 |
| 11 | Ngày 25 tháng 7 năm 2024  | 978-4-82400-901-2 |
| 12 | Ngày 25 tháng 2 năm 2025  | 978-4-82401-100-8 |

### Anime
Phiên bản chuyển thể anime đã được công bố trong sự kiện phát trực tiếp "10th Anniversary Memorial Overlap Bunko All-Star Assemble Special" vào ngày 15 tháng 10 năm 2023. Nó được sản xuất bởi J.C.Staff, được đạo diễn bởi Yoshiaki Iwasaki đạo diễn, Megumi Shimizu viết kịch bản, Sōta Suwa thiết kế nhân vật, và Kujira Yumemi sáng tác nhạc. Bộ phim được phát sóng từ ngày 8 tháng 4 năm 2024 đến ngày 24 tháng 6 năm 2024 trên nền tảng AT-X và các mạng truyền hình, các nền tảng phát sóng khác. Bài hát ở phần mở đầu là "Danna-sama to no Love-Love Love Song" (旦那様とのラブラブ・ラブソング), được trình bày bởi Rie Kugimiya, diễn viên lồng tiếng nhân vật Fenrys, bài hát kết thúc là "Utopia Gaku-Gairon" (ユートピア学概論), được trình bày bởi Dialogue+. Crunchyroll đã phát trực tuyến bộ anime này trên toàn thế giới, ngoại trừ ở khu vực Đông Á. Muse Communication hiện đã phát hành bộ anime này tại khu vực Nam Á và Đông Nam Á.

#### Danh sách tập phim
| TT. | Tiêu đề | Đạo diễn                     | Biên kịch      | Kịch bản phân cảnh | Ngày phát hành gốc  |
| --- | --- | ---------------------------- | -------------- | ------------------ | ------------------- |
| 1   | "A Level 2 Hero Candidate" Chuyển ngữ: "Lv2 no Yūsha Kōho" (tiếng Nhật: Lv2の勇者候補)                                | Miyuki Ishida, Shizuka Izumi | Megumi Shimizu | Yoshiaki Iwasaki   | 8 tháng 4 năm 2024  |
| 2   | "Fenrys the Lupine Warrior" Chuyển ngữ: "Garō-zoku no Senshi Fenrīsu" (tiếng Nhật: 牙狼族の戦士フェンリース)          | Kazuya Fujiwara              | Megumi Shimizu | Hiroaki Yoshikawa  | 15 tháng 4 năm 2024 |
| 3   | "I've Begun My Life in Another World" Chuyển ngữ: "Isekai Raifu Hajimemashita" (tiếng Nhật: 異世界ライフはじめました) | Daisuke Kurose               | Megumi Shimizu | Daisuke Kurose     | 22 tháng 4 năm 2024 |
| 4   | "An Unexpected Visitor" Chuyển ngữ: "Yokisenu Raishōsha" (tiếng Nhật: 予期せぬ来訪者)                                 | Shigenori Awai               | Megumi Shimizu | Ōhata Kiyotaka     | 29 tháng 4 năm 2024 |
| 5   | "Until My Life Ends" Chuyển ngữ: "Kono Inochi Tsukiru Made" (tiếng Nhật: この命尽きるまで)                            | Miyuki Ishida, Shizuka Izumi | Megumi Shimizu | Miyuki Ishida      | 6 tháng 5 năm 2024  |
| 6   | "Hiya, Djinn of Light and Darkness" Chuyển ngữ: "Hikari to Yami no Majin Hiya" (tiếng Nhật: 光と闇の魔人ヒヤ)         | Teppei Takeya                | Megumi Shimizu | Koichi Takada      | 13 tháng 5 năm 2024 |
| 7   | "Toward Their Respective Futures" Chuyển ngữ: "Sorezore no Mirai e" (tiếng Nhật: それぞれの未来へ)                    | Takaaki Ishiyama             | Megumi Shimizu | Takaaki Ishiyama   | 20 tháng 5 năm 2024 |
| 8   | "Unseen Wall" Chuyển ngữ: "Miezaru Kabe" (tiếng Nhật: 見えざる壁)                                                     | Kazuya Fujiwara              | Megumi Shimizu | Hiroaki Yoshikawa  | 27 tháng 5 năm 2024 |
| 9   | "Wolf and Adventurer" Chuyển ngữ: "Ōkami to Bōkensha" (tiếng Nhật: 狼と冒険者)                                        | Daisuke Kurose               | Megumi Shimizu | Daisuke Kurose     | 3 tháng 6 năm 2024  |
| 10  | "A New Housemate" Chuyển ngữ: "Arata-na Dōkyonin" (tiếng Nhật: 新たな同居人)                                          | Shigenori Awai               | Megumi Shimizu | Koichi Takada      | 10 tháng 6 năm 2024 |
| 11  | "A Steamy Hot Spring Trip, Part 1" Chuyển ngữ: "Yukemuri Onsen Ryokō Zen-pen" (tiếng Nhật: 湯けむり温泉旅行・前編)    | Miyuki Ishida Shizuka Izumi  | Megumi Shimizu | Miyuki Ishida      | 17 tháng 6 năm 2024 |
| 12  | "A Steamy Hot Spring Trip, Part 2" Chuyển ngữ: "Yukemuri Onsen Ryokō Gohen" (tiếng Nhật: 湯けむり温泉旅行・後編)      | Yohei Suzuki, Miyuki Ishida  | Megumi Shimizu | Koichi Takada      | 24 tháng 6 năm 2024 |

### Trò chơi điện tử
Một trò chơi nhập vai trực tuyến nhiều người chơi tên là Chillin' in Another World with Level 2 Super Cheat Powers Reverse Dive, cũng đã được công bố trong cùng buổi phát trực tiếp. Nó được chạy nền tảng G123 và được phát hành trên toàn thế giới.

## Đón nhận
Tính đến tháng 10 năm 2023, bộ light novel này đã bán được hơn 2 triệu bản.